# 单簧管五重奏
古典的單簧管五重奏定義，是由一把單簧管加上一組弦樂四重奏（二把小提琴、中提琴、大提琴）所組成的重奏團，以及專為其寫作的作品。在這一定義下，最早也最知名的作品，當屬莫扎特的單簧管五重奏（目錄第581號）。在19世紀，除了初期韋伯的單簧管五重奏（第34號作品）之外，較少有人嘗試為這個編制創作，一直到勃拉姆斯的單簧管五重奏（第115號作品）才見復興。
現在，單簧管五重奏亦可以指專由單簧管家族樂器所組成的組合，例如：五把B♭調單簧管、四把B♭調單簧管與低音單簧管，或者三把B♭調單簧管加上二把低音單簧管等等。

## 著名作品
- 米尔顿·巴比特：五重奏，1996年[1]
- 阿瑟·布利斯：五重奏，目錄第20號，1932年[2]
- 勃拉姆斯：B小調五重奏，第115號作品，1891年。這首作品是為單簧管演奏家理查德·米爾菲爾德（英语：Richard Mühlfeld）所作。
- 费卢西奥·布索尼：G小調組曲，目錄第176號，1880年
- 艾略特·卡特：五重奏，2007年[3]
- 塞缪尔·柯勒律治-泰勒：F♯小調五重奏，目錄第10號，1895年[4]
- 愛迪生·傑尼索夫：五重奏，1987年
- 尚·凡賽：五重奏，1977年
- 罗伯特·富克斯：E♭大調五重奏，第102號作品，1914年
- 保羅·欣德米特：五重奏，第30號作品，1923年[5]
- 弗朗兹·克罗默尔：B♭大調五重奏，第95號作品，1820年
- 贾科莫·梅耶贝尔：E♭大調五重奏，1813年
- 莫扎特：A大調五重奏，目錄第581號，1789年。為單簧管演奏家安東·斯塔德勒（英语：Anton Stadler）所作[6][7]。
- 马克斯·雷格：A大調五重奏，第146號作品，1916年[8]
- 安东·雷哈：
  - B♭大調五重奏，第89號作品，1820年
  - F大調五重奏，第107號作品，1829年
- 韋伯：B♭大調五重奏，第34號作品，1815年
- 尹伊桑[9]：
  - 第1號五重奏，1984年
  - 第2號五重奏，1994年

## 錄音推薦
- Brunner, Eduard. Hagen Quartett.  (CD). Deutsche Grammophon. Barcode 028941960023.
- Stoltzman, Richard（英语：Richard Stoltzman）. 東京弦樂四重奏團（英语：Tokyo String Quartet）.  (CD). BMG音樂. 1995. Barcode 090266803323.